# Helmut Schmidt
Helmut Heinrich Waldemar Schmidt (Hamburg, 23. prosinca 1918.  – Hamburg, 10. studenog 2015.), njemački političar (SPD).                                                              
Poslije škole je služio vojsku i sudjelovao u Drugom svjetskom ratu kao vojnik do 1945. godine. Nakon rata studirao je u Hamburgu ekonomiju i završio studij 1949. godine kao diplomirani ekonomist. Godine 1946. postaje član SPDa. Od 1961. do 1965. godine bio je ministar unutrašnjih poslova u pokrajini Hamburg. 1969. postaje ministar obrane i nakon toga ministar financija u SR Njemačkoj. 
Dana 16. svibnja 1974. godine izabran je za kancelara nakon ostavke Willy Brandta. Nakon problema u koaliciji s FDP-om 1. listopada 1982. Helmut Kohl je izabran za kancelara od zastupnika CDU-a, CSU-a i većine zastupnika FDP-a u Bundestagu.